# سکیسویی هاوس
سکیسویی هاوس (به ژاپنی: 積水ハウス) شرکت املاک و مستغلات ژاپنی است، که در به‌عنوان بزرگترین پیمان‌کار خانه‌سازی ژاپن شناخته می‌شود. 
شرکت سکیسویی هاوس در سال ۱۹۶۰ تأسیس شد. دفتر مرکزی این شرکت در شهر اوساکا قرار دارد و بخشی از سهام آن در بازارهای بورس ناگویا، بورس اوساکا و بورس توکیو معامله می‌شود.